# Sanssat
Sanssat ist eine französische Gemeinde mit 277 Einwohnern (Stand 1. Januar 2022) im Département Allier in der Region Auvergne-Rhône-Alpes (vor 2016 Auvergne). Sie gehört zum Arrondissement Vichy und zum Kanton Saint-Pourçain-sur-Sioule.

## Geografie
Sanssat liegt etwa 16 Kilometer nordnordöstlich von Vichy. Das Gemeindegebiet wird vom Flüsschen Redan durchquert. Umgeben wird Sanssat von den Nachbargemeinden Langy im Norden, Saint-Gérand-le-Puy im Osten, Saint-Félix im Süden, Billy im Südwesten sowie Créchy im Westen und Nordwesten.

## Bevölkerungsentwicklung
| Jahr                       | 1962 | 1968 | 1975 | 1982 | 1990 | 1999 | 2006 | 2011 | 2019 |
| Einwohner                  | 313  | 328  | 309  | 280  | 287  | 277  | 282  | 257  | 272  |
| Quellen: Cassini und INSEE |      |      |      |      |      |      |      |      |      |

## Sehenswürdigkeiten
- Kirche Saint-Cyr-Sainte-Julitte aus dem 19. Jahrhundert
- Pfarrhaus
- Schloss Saint-Alyre
- Schloss Theillat aus dem 19. Jahrhundert
- Herrenhaus Les Granges aus dem 15. Jahrhundert

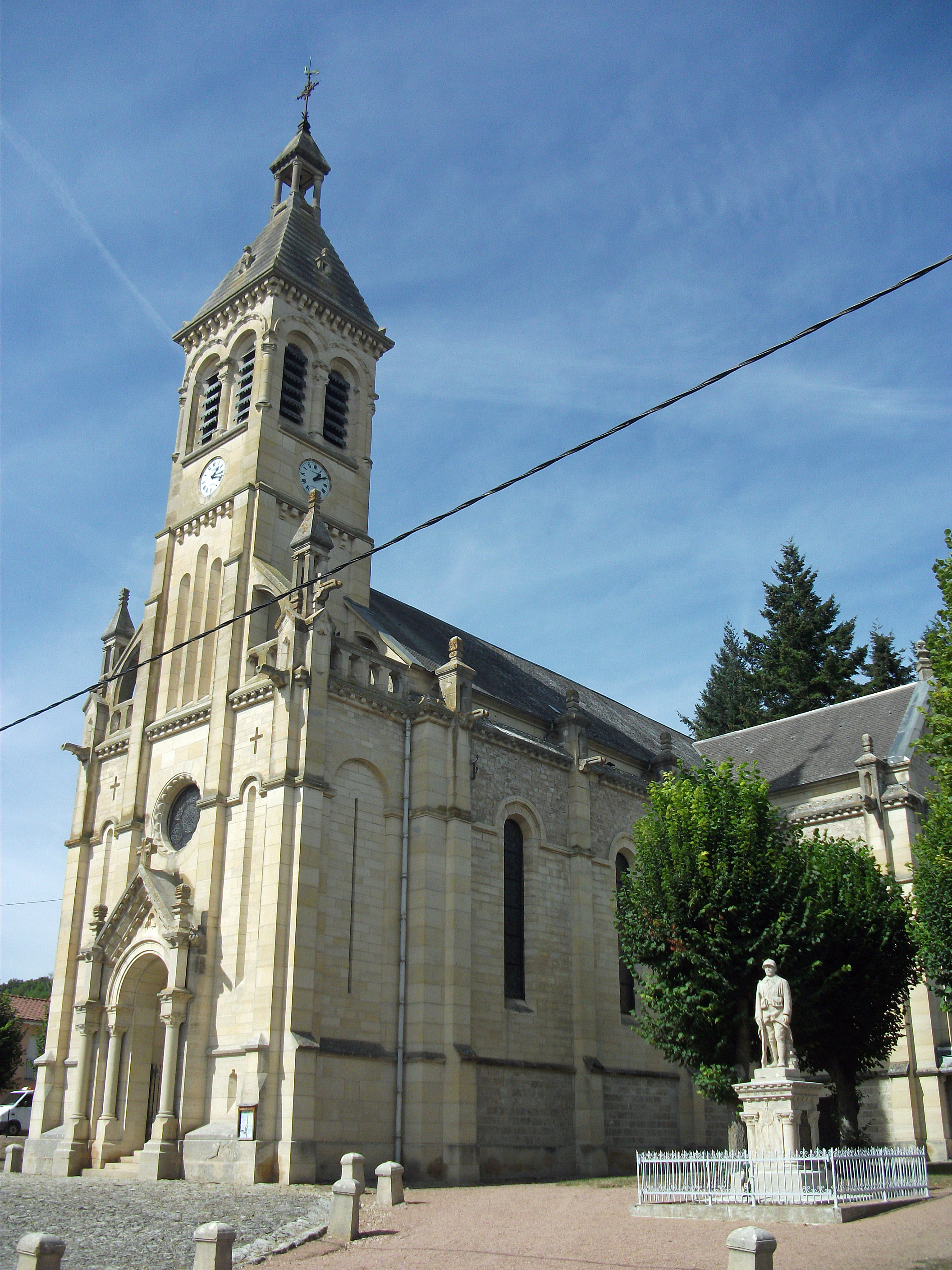
Kirche Saint-Cyr-et-Sainte-Julitte
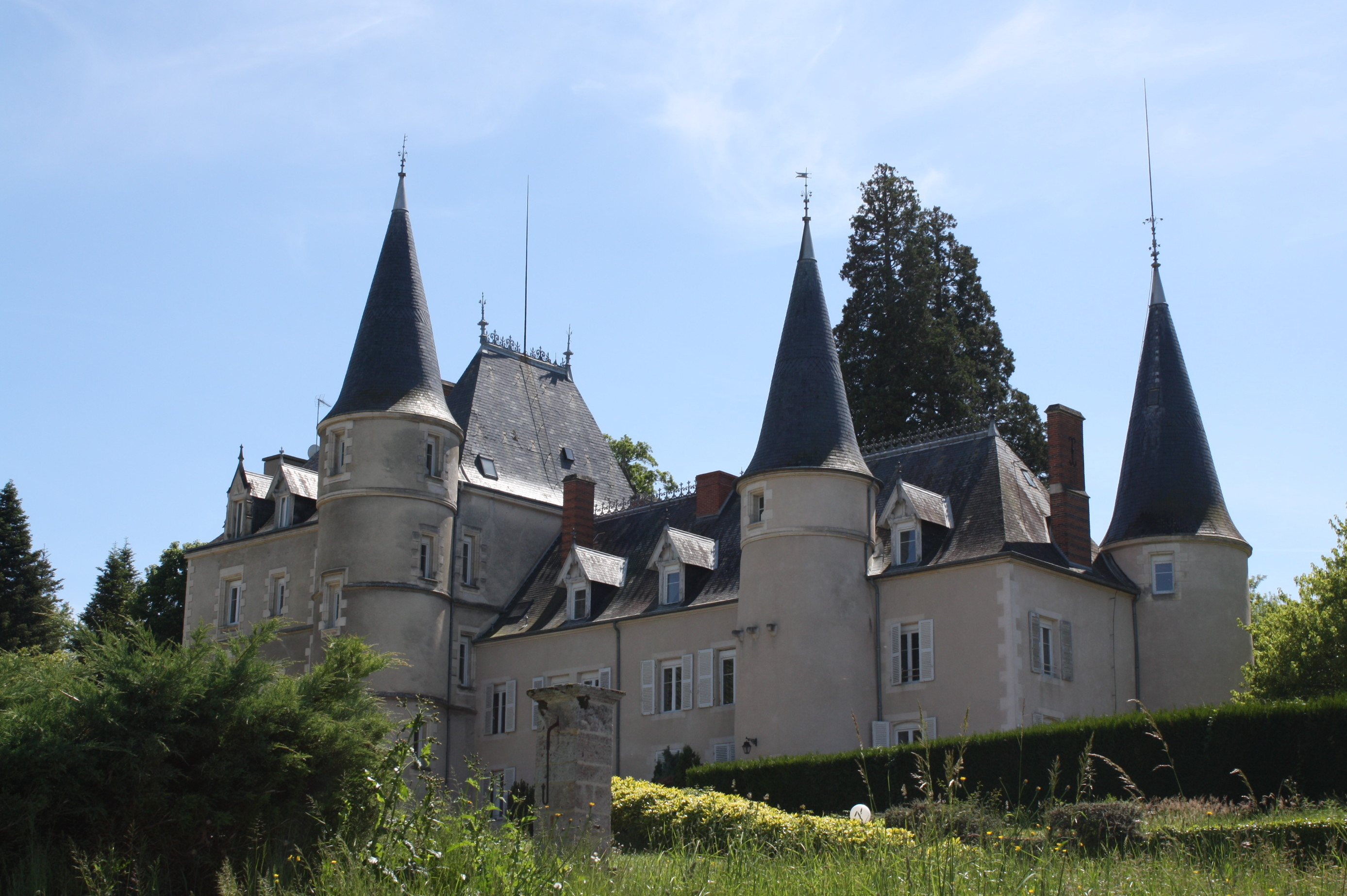
Schloss Saint-Alyre
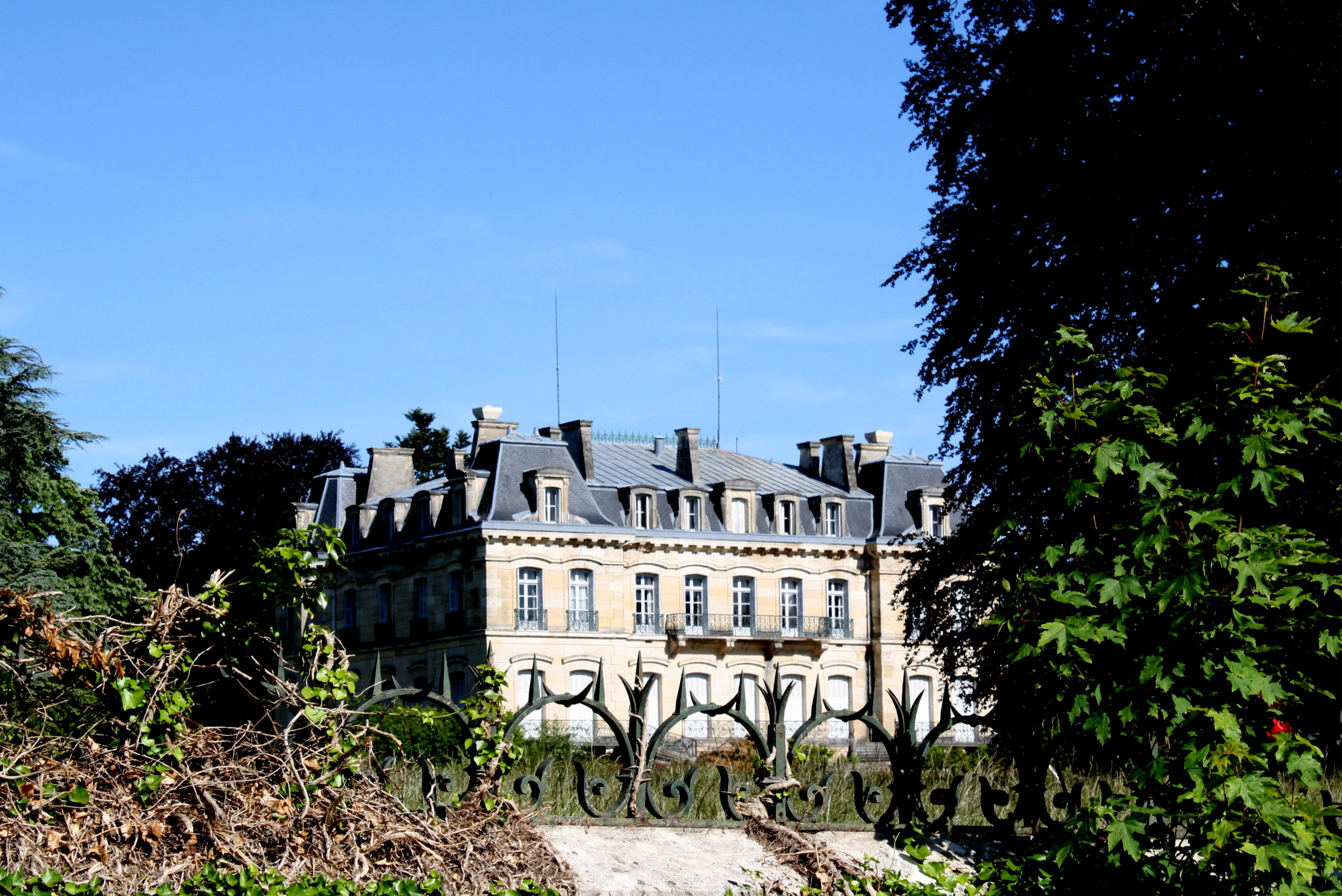
Schloss Theillat
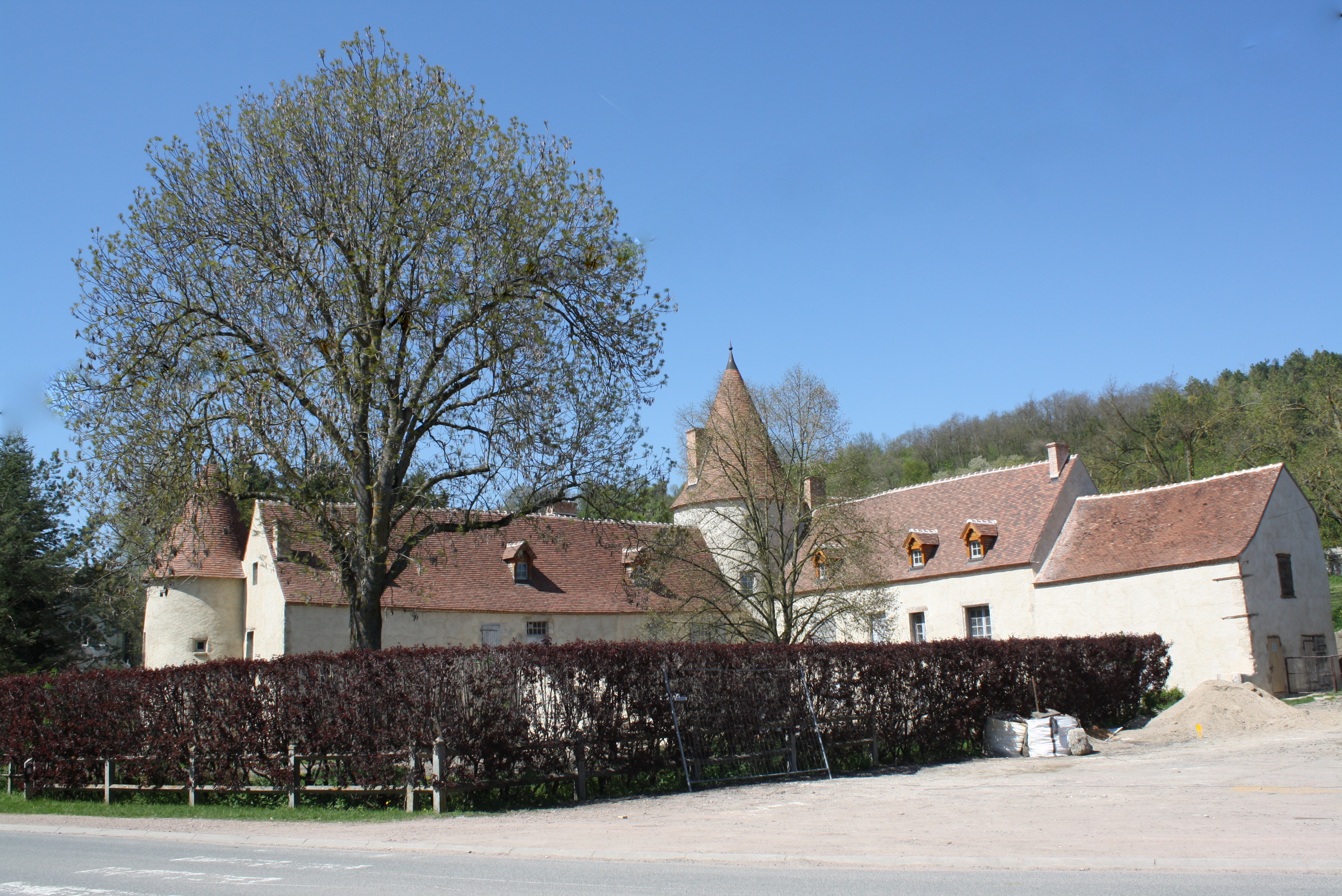
Herrenhaus Les Granges